# Hoisington, Kansas
Hoisington là một thành phố thuộc quận Barton, tiểu bang Kansas, Hoa Kỳ. Năm 2010, dân số của xã này là 2706 người.

## Dân số
Dân số các năm:
- Năm 2000: 2975 người
- Năm 2010: 2706 người